# Jiří Pešek
Jiří Pešek (Brno, Checoslovaquia, 1989) es un traductor checo. Traduce del catalán y del castellano. Licenciado en Filología Hispánica por la Universidad Masaryk donde actualmente trabaja como lector de catalán. Desde el año 2019 también da clases de catalán en la Universidad Comenius de Bratislava. También colabora con los medios de comunicación checos y a través de su blog personal divulga la cultura catalana entre los lectores checos.
Ha traducido al checo autores catalanes como por ejemplo Joaquim Amat-Piniella, Rafel Nadal, Tina Vallès, Dolors Monserdà, Sergi Pàmies, Santiago Rusiñol o Mercè Rodoreda. También ha traducido varias obras de autores castellanohablantes como por ejemplo Juan Gómez-Jurado, Reyes Monforte, Paloma Sánchez-Garnica, Vicente Segrelles o Armando Lucas Correa. En el año 2016 participó en la organización del gran festival literario "Mes de lecturas de autor" que se celebra cada julio en la ciudad de Brno y que recibió en aquella edición autores catalanes como Sebastià Alzamora, Lluís-Anton Baulenas o Carme Riera. El año 2017 colaboró con el festival de teatro SPECIFIC traduciendo al checo la obra La màquina de parlar de Victoria Szpunberg. Junto con la también lectora de catalán en la Universidad Masaryk, Elena Casas Cortada, tradujo al checo la mítica canción de L'estaca, de Lluís Llach.
El año 2018 participó en un episodio del programa Katalonski (TV3).